# Rajd Barum 2011
Rezultaty Rajdu Barum (Barum Rally Zlín 2011), eliminacji Intercontinental Rally Challenge w 2011 roku, który odbył się w dniach 26-28 sierpnia. Była to siódma runda IRC w tamtym roku oraz szósta asfaltowa, a także siódma w mistrzostwach Europy i szósta w mistrzostwach Czech. Bazą rajdu było miasto Zlin. Zwycięzcami rajdu została czeska załoga Jan Kopecký i Petr Starý jadąca Škodą Fabią S2000. Wyprzedzili oni Belgów Freddy'ego Loixa i Frédérica Miclotte'a w Škodzie Fabii S2000 oraz Finów Juho Hänninena i Mikko Markkulę w tym samym samochodzie.
Z rajdu odpadło kilku czołowych zawodników. Na 10. odcinku specjalnym na skutek wypadku wycofał się Francuz Bryan Bouffier, jadący Peugeotem 207 S2000. Na 13. odcinku specjalnym odpadł Brytyjczyk Guy Wilks w Peugeocie 207 S2000, który miał awarię silnika. Na 7. oesie wycofał się Czech Václav Pech junior w Mitsubishi Lancerze Evo IX, który miał awarię. Z kolei na 3. oesie wypadek miał Pavel Valoušek w Peugeocie 207 S2000.

## Klasyfikacja ostateczna
| Miejsce                              | Zawodnik                 | Pilot                    | Samochód                 | Czas                     | Strata                   | Punkty                   |
| IRC (punktowane pozycje)             | IRC (punktowane pozycje) | IRC (punktowane pozycje) | IRC (punktowane pozycje) | IRC (punktowane pozycje) | IRC (punktowane pozycje) | IRC (punktowane pozycje) |
| ------------------------------------ | ------------------------ | ------------------------ | ------------------------ | ------------------------ | ------------------------ | ------------------------ |
| 1.                                   | Jan Kopecký              | Petr Starý               | Škoda Fabia S2000        | 2:15:51.7                |                          | 25                       |
| 2.                                   | Freddy Loix              | Frédéric Miclotte        | Škoda Fabia S2000        | 2:15:52.9                | +1.2                     | 18                       |
| 3.                                   | Juho Hänninen            | Mikko Markkula           | Škoda Fabia S2000        | 2:16:29.1                | +37.4                    | 15                       |
| 4.                                   | Thierry Neuville         | Nicolas Gilsoul          | Peugeot 207 S2000        | 2:17:51.3                | +1:59.5                  | 12                       |
| 5.                                   | Andreas Mikkelsen        | Ola Fløene               | Škoda Fabia S2000        | 2:17:57.4                | +2:05.7                  | 10                       |
| 6.                                   | Toni Gardemeister        | Tapio Suominen           | Škoda Fabia S2000        | 2:19:34.9                | +3:43.2                  | 8                        |
| 7.                                   | Craig Breen              | Gareth Roberts           | Ford Fiesta S2000        | 2:19:39.1                | +3:47.4                  | 6                        |
| 8.                                   | Roman Kresta             | Petr Gross               | Škoda Fabia S2000        | 2:20:13.2                | +4:21.5                  | 4                        |
| 9.                                   | Per-Gunnar Andersson     | Emil Axelsson            | Proton Satria Neo S2000  | 2:20:32.8                | +4:41.0                  | 2                        |
| 10.                                  | Karl Kruuda              | Martin Järveoja          | Škoda Fabia S2000        | 2:20:46.1                | +4:54.4                  | 1                        |
| Mistrzostwa Czech (pierwsza trójka)  |                          |                          |                          |                          |                          |                          |
| 1. (1.)                              | Jan Kopecký              | Petr Starý               | Škoda Fabia S2000        | 2:15:51.7                |                          | 50                       |
| 2. (8.)                              | Roman Kresta             | Petr Gross               | Škoda Fabia S2000        | 2:20:13.2                | +4:21.5                  | 38                       |
| 3. (14.)                             | Roman Odložilík          | Martin Tureček           | Škoda Fabia S2000        | 2:22:53.3                | +7:01.6                  | 25                       |
| Mistrzostwa Europy (pierwsza trójka) |                          |                          |                          |                          |                          |                          |
| 1. (11.)                             | Michał Sołowow           | Maciej Baran             | Ford Fiesta S2000        | 2:20:52.4                |                          | 25                       |
| 2. (12.)                             | Giandomenico Basso       | Mitia Dotta              | Proton Satria Neo S2000  | 2:21:44.5                | +52.1                    | 18                       |
| 3. (15.)                             | Maciej Oleksowicz        | Andrzej Obrębowski       | Ford Fiesta S2000        | 2:23:01.4                | +2:09.0                  | 15                       |

## Zwycięzcy odcinków specjalnych
| Dzień      | Odcinek | G. rozp. | Nazwa         | Długość  | Zwycięzca               | Czas    | Lider rajdu       |
| ---------- | ------- | -------- | ------------- | -------- | ----------------------- | ------- | ----------------- |
| 1 (26 SIE) | SS1     | 21:15    | SSS Zlín      | 9.36 km  | Juho Hänninen           | 7:03.4  | Juho Hänninen     |
| 2 (27 SIE) | SS2     | 09:38    | Biskupice 1   | 8.89 km  | Andreas Mikkelsen       | 4:41.0  | Andreas Mikkelsen |
| 2 (27 SIE) | SS3     | 10:11    | Pindula 1     | 12.95 km | Jan Kopecký             | 6:41.5  | Jan Kopecký       |
| 2 (27 SIE) | SS4     | 10:54    | Troják 1      | 28.69 km | Jan Kopecký             | 15:49.0 | Jan Kopecký       |
| 2 (27 SIE) | SS5     | 11:37    | Semetín 1     | 11.49 km | Bryan Bouffier          | 6:30.9  | Jan Kopecký       |
| 2 (27 SIE) | SS6     | 15:00    | Biskupice 2   | 8.89 km  | Freddy Loix             | 4:39.5  | Jan Kopecký       |
| 2 (27 SIE) | SS7     | 15:33    | Pindula 2     | 12.95 km | Juho Hänninen           | 6:37.2  | Jan Kopecký       |
| 2 (27 SIE) | SS8     | 16:16    | Troják 2      | 28.69 km | Freddy Loix Jan Kopecký | 15:44.7 | Jan Kopecký       |
| 2 (27 SIE) | SS9     | 16:59    | Semetín 2     | 11.49 km | Freddy Loix             | 6:27.1  | Jan Kopecký       |
| 3 (28 SIE) | SS10    | 08:33    | Maják 1       | 22.69 km | Andreas Mikkelsen       | 12:26.8 | Jan Kopecký       |
| 3 (28 SIE) | SS11    | 09:21    | Kudlovice 1   | 10.48 km | Andreas Mikkelsen       | 5:28.2  | Jan Kopecký       |
| 3 (28 SIE) | SS12    | 09:54    | Halenkovice 1 | 24.37 km | Freddy Loix             | 12:51.5 | Jan Kopecký       |
| 3 (28 SIE) | SS13    | 12:12    | Maják 2       | 22.69 km | Andreas Mikkelsen       | 12:11.6 | Jan Kopecký       |
| 3 (28 SIE) | SS14    | 13:00    | Kudlovice 2   | 10.48 km | Andreas Mikkelsen       | 5:22.4  | Jan Kopecký       |
| 3 (28 SIE) | SS15    | 13:33    | Halenkovice 2 | 24.37 km | Freddy Loix             | 12:35.5 | Jan Kopecký       |